# Z26 (есмінець)
Z26 (нім. Z 26) — військовий корабель, ескадрений міноносець типу 1936A Кріґсмаріне за часів Другої світової війни.
Есмінець Z26 1 квітня 1939 року закладений на верфі W959 заводу Deutsche Schiff- und Maschinenbau, AG Weser у Бремені, 2 квітня 1940 року спущений на воду, а 11 січня 1941 року введений до складу військово-морських сил Третього Рейху.
Корабель брав участь у бойових діях Другої світової війни в атлантичних та арктичних водах, бився біля берегів Європи.

## Історія служби
У другій половині вересня 1941 року Z26 було призначено супроводжувати Балтійський флот, тимчасове формування, створене на чолі з лінкором «Тірпіц», коли 23–29 вересня він вирушив в Аландське море, щоб запобігти будь-яким спробам радянського Балтійського флоту прорватися з Фінської затоки.
9 листопада Z26 з однотипним Z24 відпливли до північної Норвегії; у Тромсе його мастильний насос правої турбіни низького тиску зламався, знищивши лопаті ротора. Після завершення ремонту 14 грудня корабель приєднався до 8-ої флотилії есмінців у Кіркенесі. Незабаром зламався інший мастильний насос і Z26 не зміг взяти участь у запланованому рейді на радянські позиції біля Мурманська. 
5 січня 1942 року Z26 вирушив до Німеччини для ремонту. 18 березня, після завершення ремонту, він супроводжував важкий крейсер «Адмірал Гіппер» з Брунсбюттеля до Тронгейма, а потім супроводжував важкий крейсер «Адмірал Шеер» з Тронгейма в Нарвік, прибувши до Кіркенеса 27 березня.

### Напад на конвой PQ 13
28 березня транспортний конвой PQ 13 був виявлений німецькою авіацією та атакований. Два судна були потоплені: Raceland і Empire Ranger. Того ж дня німецькі сили з трьох есмінців типу «Нарвік» Z24, Z25 і Z26 під командуванням капітана-цур-зее Г.Поніца вийшли з Кіркенеса. Вони перехопили Bateau, який увечері 28/29 березня був потоплений, перш ніж вранці 29 березня наразитися на ескортні кораблі «Тринідад» і «Фьюрі». Внаслідок зіткнення Z26 був сильно пошкоджений вогнем крейсера «Тринідад» і затонув пізніше після комбінованої контратаки «Орібі», «Екліпс» і радянського есмінця «Сокрушительний», але під час бою «Тринідад» був уражений власною торпедою. Німецькі кораблі, що залишилися, перервали бойові дії та відступили.